# Канем-Борну

Район Канем-Борну около 1200 г. Современные государственные границы Африки обозначены светлыми линиями.

Канем-Борну — королевство в Африке. Оно находилось на территории Чада и Нигерии. Королевство зародилось в неизвестное время вокруг озера Чад. Начиная с VIII века арабские географы стали называть королевство Королевством Канем. Лишь в 1893 году Канем-Борну распался. Его самые большие территории включали нынешнюю южную Ливию, Чад, Нигерию и северный Камерун. С 13 века история королевства хранится в королевской хронике Дивана, обнаруженной в 1850 году немецким исследователем Генрихом Бартом.